# 스카이 (기업)
스카이(영어: Sky)는 영국의 미디어 기업으로, 위성 및 스트리밍 방송 운영을 하는 유럽 최대의 방송 사업자이다. 영국과 아일랜드, 이탈리아, 독일, 오스트리아, 스위스에서 사업을 하고 있다. 2019년 기준 가입자 수는 2300만명이고, 직원 수는 3만명이다.

## 역사
1990년 스카이와 BSB(British Satellite Broadcasting)가 BSkyB로 합병해 탄생했다. 2014년 스카이 이탈리아와 스카이 도이칠란트 인수를 마친 후 사명을 스카이로 변경했다.
2018년 11월 이전, 루퍼트 머독의 21세기 폭스가 지분의 39.14%를 보유하고 있었다. 2010년 머독은 스카이를 완전히 인수하고자 했지만 뉴스 인터내셔널 전화 해킹 스캔들로 반대가 심해지자 인수를 포기했다. 21세기 폭스의 자산 대부분을 월트 디즈니 컴퍼니가 인수한 후, 2018년 주당 17.28 파운드에 컴캐스트가 스카이 지분을 전부 인수했다.